# .kw
.kw es el dominio de nivel superior geográfico (ccTLD) para Kuwait.